# Batrachedra stegodyphobius
Batrachedra stegodyphobius is een vlinder uit de familie van de smalvleugelmotten (Batrachedridae). De wetenschappelijke naam van de soort is voor het eerst geldig gepubliceerd in 1903 door Walsingham.